# Trichoniscus vandelius
Trichoniscus vandelius är en kräftdjursart som beskrevs av Walter E. Collinge 1946C. Trichoniscus vandelius ingår i släktet Trichoniscus och familjen Trichoniscidae. Inga underarter finns listade i Catalogue of Life.